# مانفرد اشمیت (لژسوار)
مانفرد اشمیت (آلمانی: Manfred Schmid؛ زادهٔ ۶ ژوئن ۱۹۴۴) لژسوار اهل اتریش بود.